# Qadhadhfa
Les Qadhadhfa (ou al-Qaddafa, Gaddadfa, Qaddadfa, Gaddafa ; en arabe : القذاذفـة) sont une tribu dont les membres résident dans le district de Syrte dans l'actuel nord-ouest de la Libye. Ils résident désormais[Quand ?], pour l'essentiel, à Sebha.

## Origines
Certains généalogistes les font descendants de Musa al-Khathim, et donc serait issues d'une lignée hachémite.

## Histoire
Ils sont notamment connus pour être de la tribu de Mouammar Kadhafi, et pour leur participation au coup d'état de 1969, détrônant Idris Ier. Sous le régime de Kadhafi, ce dernier a nommé de nombreux membres de sa tribu à des postes de responsabilités.
Au cours de la première guerre civile libyenne, la tribu Qadhadhfa a tenu un rôle clé dans le soutien du gouvernement libyen. Al Jazeera a rapporté que les officiers Qadhadhfa avaient exécutés 20 officiers de la tribu des Firjan dans les premières semaines du conflit. Après la mort de Kadhafi en octobre 2011, les principaux membres de la Qadhadhfa ont exigé le retour de son corps par les combattants Misratan afin de l'enterrer à Syrte.

## Référencement